# 荒野の少年イサム
『荒野の少年イサム』（こうやのしょうねんイサム）は、原作：山川惣治、作画：川崎のぼるによる日本の漫画、およびそれを原作としたテレビアニメ。略称は「少年イサム」「イサム」。

## 概要
日本人とアメリカインディアンとの間に生まれた少年が主人公で、開拓時代の西部を放浪する中様々な出来事に立ち向かうのが基本的なストーリーとなっている。「人種差別」や「武器は使う者によって神の道具にも悪魔の道具にもなる」など、様々なテーマが根底に流れている。
『週刊少年ジャンプ』誌上において1971年38号から1974年2号まで連載。山川惣治が同じく集英社の『おもしろブック』に連載していた『荒野の少年』（1952年）を原作とする。川崎のぼるは劇画的表現を駆使した迫力ある作画に付け加え、「ビッグ・ストーン」や「ジョーカー・ジュニア」といったオリジナルキャラクターを生み出した。
原作漫画では人種間問題が頻出している。黒人ガンマンのビッグ・ストーンが奴隷商人から黒人奴隷を解放するが、直後に奴隷たちを商人が虐殺、怒ったビッグ・ストーンの銃に彼が撃ち抜かれて果てるエピソードは代表的なものである。また、インディアン関連の挿話も多い。主人公のイサム自身がインディアン女性の息子という設定であるほか、インディアンの保安官も登場、超人的な銃の腕前や馬の乗りこなしを披露し、さらには凶悪犯をやすやすと倒す活躍を見せた。更にイサム、ビッグ・ストーン、ウインゲート一家ほか異民族の入り乱れる店舗の周囲を、武装したインディアン部隊が取り囲み、対抗する人々が恩讐を越えて協力せねばならぬ極限状態の下で、険悪な人種間関係に変化が生まれるといったドラマも描かれた。
サクラメントやエルパソなどの日本人にはなじみの薄い実在の地方都市が舞台となっている。また、ワイアット・アープやドク・ホリデイなどの有名な史実のガンマンが登場する。

## あらすじ
西部開拓時代のアメリカに、1人の日本人がやってきた。彼の名は渡勝之進。だが勉学のために渡米した勝之進は志半ばで所持金が尽き、やむを得ず砂金取りとして働き始める。そこでインディアンの娘サクラと出会った勝之進は彼女と結婚し、1人の男の子をもうけた。「イサム」と命名された男の子とサクラを連れ、やがて日本への帰途に就く勝之進。だがサクラは日本への旅路の途中で息絶え、勝之進はならず者に追われイサムとはぐれてしまう。赤ん坊のイサムは、ロバに乗せられたままロッテン・キャンプという砂金の収集場に流れ着き、そこで働く出稼ぎの人たちによって我が子のように育てられ、幼少時代を過ごした。しかしあるときロッテン・キャンプは大嵐により壊滅的な打撃を受け、イサムも洪水で流されてしまう。どうにか命を取り留め、気を失いながらも川辺に流れ着いたイサムであったが、そこへ通りかかったのはウインゲートという親子3人からなる強盗団だった。
ウインゲート一家に拾われたイサムはアウトローとして厳しく育てられ、天才的なガンマンとして成長していた。ある日、イサムはウインゲートに人を殺すように命じられるが、心優しいイサムにはどうしても撃てなかった。イサムは銃を捨てることを決意する。ある日、イサムは小さな孤児院を見つける。しかしそこへ流れ着いたならず者たちは、孤児院の子供たちに暴力を振るい出す。彼らの蛮行を見かねたイサムの銃がついに火を噴いた。孤児院の人々は救われたが、イサムは人を殺したことに自分を責める。そんな彼を「拳銃は使う人の心次第で神の道具にも悪魔の道具にもなる」と諭す孤児院の先生。その言葉を聞いたイサムは正義のために拳銃を使うことを誓う。だがお尋ね者であるとはいえ、ウインゲートには育ててもらった恩がある。イサムの心に渦巻く葛藤はまだ完全には晴れていなかった。
イサムはビッグ・ストーンというお尋ね者の黒人ガンマンから、父である勝之進のことを聞く。だがイサムは、その後たまたま出会った勝之進を父と知らずに一夜を過ごしながら柔道を習い、そのまま行き違いになってもいた。また、ビッグ・ストーンはウインゲートたちに母親を殺され、仇をとるために旅をしていたが、イサムがウインゲートの手下であることを知り、イサムを追う。
ある日、ビッグ・ストーンはウインゲートたちを追い詰めるが、とどめを刺す前に逃げられてしまう。その後、ゴーストタウンでウインゲートの看病をするイサムの前に再びビッグ・ストーンが現れ、イサムと一騎討ちとなるが相撃ちになる。一方、医者の手術により一命を取り留めたウインゲートであったが、彼らは再び悪事を企み、計画を聞いてしまった医者を口封じのために致命傷を与え、弱りきっていたビッグ・ストーンを奴隷商人に売り払う。エル・パソの町の銀行を襲撃するウィンゲートたちだったが、医者が死に際にウィンゲートの企みを保安官に告げていたために失敗し、イサムは捕縛されてしまう。牢屋の中で町の住民から激しい憎悪を向けられ、さらにウィンゲートがこれまでに行った数多の悪事を保安官から聞かされたイサムは、ウィンゲートと縁を切ることを決意する。その後、3か月の禁固刑を受けた後に釈放されたイサムは再出発を誓い、西部をさまよう勝之進の足跡を辿りながら様々な試練を乗り越えていく。その旅路の果てには、ウィンゲート一家との対決が待ち受けていた。

## 登場人物
渡 イサム（わたり イサム）
声 - 神谷明
日本人の父とインディアンの母から生まれた少年。ロッテン・キャンプの男たちに拾われ、太陽の子「サン・ボーイ」として幼少時代を過ごした。だが大嵐の晩に洪水で流されてしまい、川の下流で気絶していたところをウインゲートたちに拾われる。その後、西部のアウトローとして生き抜くため必要な射撃と乗馬を厳しく叩き込まれるが、悪事を働くウインゲートたちから次第に心が離れてゆく。エル・パソの町で保安官に捕縛されたことをきっかけにウィンゲート一家と手を切り、父である勝之進を探して西部を放浪する。
コルト・SAAを愛用するが、場合によってはウィンチェスターライフルも使用する。また、父と気づかずに出会った勝之進から柔道を学んだため、素手での格闘も得意。愛馬は優れたムスタングのサンダーボルドである。
ウインゲート
声 - 加藤修
西部で恐れられている強盗団一家の長であり、一家の父。イサムを息子として以上に可愛がっており、やがては自分の子分として悪事を働かせようとしている。子供でも容赦なく撃つ冷酷さを持つ一方で、正義感が強く心優しいイサムを密かに羨んでいる。
まったくの余談だが、このウインゲートと息子のレットー、ネッドは、1985年にカプコンが出したゲーム「ガンスモーク」の最終ボス3人組のモチーフになった。
レットー
声 - 家弓家正
ウインゲートの長男。腕利きのガンマンで、空中に投げ上げた2枚のコインを1発の銃弾で撃ち抜くほどの腕前を誇る。極めて冷徹な男で、イサムには常に厳しい。
ネッド
声 - 村越伊知郎
ウインゲートの次男。乗馬技術と馬の扱いに長けているが短気な性格で、行動にも詰めが甘いところがある。イサムに甘い父にいつも不満を抱いている。
ビッグ・ストーン
声 - 小林清志
黒人の男で、早撃ちの一匹狼ガンマン。もとは奴隷として母子ともども白人の屋敷で働いていた。あるとき屋敷にウインゲート一家が押し入り、その際に母親が主人の身代わりとして突き飛ばされ、射殺された。その怒りから、自分の手で主人を撃ち殺して出奔。お尋ね者として追われながら西部をさまよい、怨敵であるウインゲート一家を追い続けている。白人への憎悪を隠さないが、黒人や同じ有色人種のイサムにはやさしく、かつて勝之進と赤ん坊だったイサムをウインゲートたちから救ったこともある。
渡 勝之進（わたり かつのしん）
声 - 島宇志夫
イサムの父。勉学のために渡米して来た明治時代の日本人。柔道の使い手でもある。落馬のショックで記憶を失い、唯一残る記憶である息子のイサムを探すために西部をさまよう。
ナレーター
声 - 桑原毅（現・桑原たけし）

## 単行本
- 山川惣治、川崎のぼる 『荒野の少年イサム エキサイトウエスタン』 集英社〈ジャンプ・コミックス〉、全12巻（1972年 - 1974年）[1]
- 山川惣治、川崎のぼる 『荒野の少年イサム』 集英社〈集英社漫画文庫〉、全12巻（1976年 - 1977年）
- 山川惣治、川崎のぼる 『荒野の少年イサム』 ホーム社〈ジャンプ コミックス セレクション〉、全7巻（1987年）
- 山川惣治、川崎のぼる 『荒野の少年イサム ISAM GO INTO THE WILD WEST』 集英社〈復刻版コミックス〉、全5巻（2013年）[2]

## イメージソング
漫画版のイメージソングとして製作された楽曲。
- イサムのうた
  - 作詞：ちあき哲也、作曲：北原じゅん、編曲：柳田六合雄、歌：長嶋とおる、クラウン少年合唱隊
- 荒野の少年イサム
  - 作詞：山川惣治、作曲：北原じゅん、編曲：柳田六合雄、歌：長嶋とおる、クラウン少年合唱隊

2曲ともにクラウンレコード、MW-1003。1972年発売。

## テレビアニメ版
1973年4月4日から1974年3月27日までフジテレビとその系列局で放送。フジテレビと東京ムービーの共同製作。全52話。
アニメ版は途中からオリジナルのエピソードが増え、かつ残酷なシーンを抑えた演出がなされた。主人公のイサムも漫画版では青年へと成長していくが、本作ではある程度の段階で成長が止められている。
2007年には、カートゥーン ネットワークの『BOOMERANG』枠で再放送された。
2012年2月17日、avex entertainment からアニメ全話を収録したDVD-BOXが発売された。
2018年9月30日からYouTubeで集英社による動画配信が行われた（本稿最下段の外部リンクを参照。現在は廃止）。そして2019年6月26日から同じくYouTubeでトムス・エンタテインメントにより、第1 - 3話までの話とオープニング・エンディング（第3話まで）の動画配信が行われている。東京ムービーは1993年に解散しているが、第3話までのオープニングとエンディングにある「東京ムービー」クレジットはこれらの配信版でも差し替えなしとなっている。

### スタッフ
- 連載 - 週刊少年ジャンプ
- 原作 - 山川惣治＋川崎のぼる
- 作画監修 - 楠部大吉郎
- 美術監督 - 影山仁
- 撮影監督 - 三沢勝治
- 録音監督 - 山崎あきら
- 音楽 - 渡辺岳夫
- チーフディレクター - 吉田茂承
- 編集 - 越野寛子
- 効果 - 片岡陽三
- 撮影 - 東京アニメーションフィルム、若菜章夫、大和田亨、若菜三樹雄
- 制作協力 - 映音、東京現像所、Aプロダクション
- 制作 - フジテレビ、東京ムービー[4]

### 主題歌
オープニングテーマ - 「荒野の少年イサム」
作詞 - 東京ムービー企画部 / 作曲 - 渡辺岳夫 / 歌 - ボーカル・ショップ（タイガーレコード）
エンディングテーマ - 「オー・サンボーイ」
作詞 - 東京ムービー企画部 / 作曲 - 北原じゅん / 歌 - チャーリー・チェイ（タイガーレコード）
本作のエンディング映像は、第3話までの静止画バージョンと第4話以降の映像に動きのあるバージョンの2種類がある。1999年にビームエンタテインメントから発売された『東京ムービーアニメ主題歌大全集』第1巻（規格 - VHS・LD）には後者のみが、前述のDVD-BOXには両バージョンが収録されている。
オリジナル盤はステレオ音声であるが、マスターテープが残されていない。また、本作の発売元である『タイガーレコード』についての詳細も不明である。なお、初発時は朝日ソノラマからもドラマ音源と併せたコンパクト盤が発売されていた。
このため、2019年現在入手可能なオムニバスCDにはモノラル音声バージョンのみが収録されている。特にエンディングテーマは、テレビサイズのものしか残されていない。

### 各話リスト
| 話 | 放送日        | サブタイトル                     | 脚本         | コンテ            | ディレクター                   | 作画監督            |
| -- | ------------- | -------------------------------- | ------------ | ----------------- | ------------------------------ | ------------------- |
| 1  | 1973年 4月4日 | 燃えろ！サンボーイ               | 鈴木よしたけ | 波多正美          | 御厨恭輔                       | 香西隆男 村田耕一   |
| 2  | 4月11日       | 仕組まれた決闘                   | 山崎晴哉     |                   | 御厨恭輔                       | 河内日出夫 荒木伸吾 |
| 3  | 4月18日       | 殺人鬼！パブロ一家               | 伊東恒久     | 岡部英二          |                                | 小泉謙三 木村圭市郎 |
| 4  | 4月25日       | イサムよ銃をとれ                 | 井上知士     | 黒田昌郎          | 村田耕一 香西隆男              |                     |
| 5  | 5月2日        | 火をふけ！正義                   | 金子裕       | 吉川惣司          | 小泉謙三 河内日出夫            |                     |
| 6  | 5月9日        | ビッグストーン登場               | 山崎晴哉     | 波多正美          | 木村圭市郎 河内日出夫 荒木伸吾 |                     |
| 7  | 5月16日       | 日本の武士 勝之進                | 伊東恒久     |                   | みくりや恭輔                   | 村田耕一            |
| 8  | 5月23日       | オーッ！サンボーイ               | 井上知士     | 今沢哲男          |                                | 香西隆男            |
| 9  | 5月30日       | 恐怖の誕生日                     | 金子裕       | 黒田昌郎          | 小泉謙三                       |                     |
| 10 | 6月6日        | 名馬サンダー・ボルド             | 山崎晴哉     | 吉川惣司          | 河内日出夫                     |                     |
| 11 | 6月13日       | 父と子の一本背負い！             | 伊東恒久     |                   | みくりや恭輔                   | 木村圭市郎          |
| 12 | 6月20日       | 無法者への第一歩                 | 鈴木よしたけ | 新田義方          | 村田耕一                       |                     |
| 13 | 6月27日       | 驚異！ビックストーンの告白       | 井上知士     | 今沢哲男          |                                | 香西隆男            |
| 14 | 7月4日        | 地獄のゴーストタウン             | 金子裕       |                   | みくりや恭輔                   | 小泉謙三            |
| 15 | 7月11日       | 真夜中の決闘                     | 山崎晴哉     | 高畑勲            |                                | 河内日出夫          |
| 16 | 7月18日       | 生か死か？弾丸は一発             | 伊東恒久     |                   | 新田義方                       | 村田耕一            |
| 17 | 7月25日       | 輝け！正義のイサム               | 井上知士     | 吉川惣司          |                                | 木村圭市郎          |
| 18 | 8月1日        | 死神を倒せ！                     | 山崎晴哉     | 高畑勲            | 河内日出夫 荒木伸吾            |                     |
| 19 | 8月8日        | 試練！カウボーイ修業             | 伊東恒久     | 今沢哲男          | 香西隆男                       |                     |
| 20 | 8月15日       | 黒いハリケーン一味               | 井上知士     | 吉川惣司          | 小泉謙三                       |                     |
| 21 | 8月22日       | 敵か？謎のインディアン           | 山崎晴哉     |                   | 新田義方                       | 小泉謙三 荒木伸吾   |
| 22 | 8月29日       | 凶悪！サソリ兄弟                 | 鈴木よしたけ | みくりや恭輔      | 村田耕一                       |                     |
| 23 | 9月5日        | グリーンシティの大決闘           | 山崎晴哉     | 吉川惣司          |                                | 木村圭市郎          |
| 24 | 9月12日       | ふたつの顔の悪魔を倒せ           | 伊東恒久     | 今沢哲男          | 香西隆男                       |                     |
| 25 | 9月19日       | ドクロのペンダント               | 井上知士     |                   | 新田義方                       | 小泉謙三 荒木伸吾   |
| 26 | 9月26日       | さらばモリソン牧場               | 鈴木よしたけ | 吉川惣司          |                                | 村田耕一            |
| 27 | 10月3日       | 対決！イサム対ビリィ・ザ・キッド | 山崎晴哉     |                   | みくりや恭輔                   | 村田耕一 荒木伸吾   |
| 28 | 10月10日      | 無法のゴールドキャニオン         | 井上知士     | 小泉謙三          |                                | 小泉謙三            |
| 29 | 10月17日      | 火をふけ！ゴールドキャニオン     | 山崎晴哉     | 今沢哲男          | 香西隆男                       |                     |
| 30 | 10月24日      | 悪鬼！ドーソン一家を撃て！       | 松崎行雄     |                   | みくりや恭輔                   | 村田耕一            |
| 31 | 10月31日      | 総攻撃！黒い天使団               | 山崎晴哉     | 新田義方          | 荒木伸吾                       |                     |
| 32 | 11月7日       | 壮烈！グリーン砦の攻防           | 伊東恒久     | 吉川惣司          |                                | 小泉謙三            |
| 33 | 11月14日      | 風狂！的はずれの拳銃             | 井上知士     | 今沢哲男          | 香西隆男                       |                     |
| 34 | 11月21日      | 美少女！死の追跡                 | 山崎晴哉     |                   | 新田義方                       | 村田耕一            |
| 35 | 11月28日      | 七年目の復しゅう                 | 鈴木よしたけ | みくりや恭輔      | 荒木伸吾                       |                     |
| 36 | 12月5日       | 怒れ！インディアン               | 山崎晴哉     | 小泉謙三          |                                | 小泉謙三            |
| 37 | 12月12日      | 荒野にひびけ！愛の鐘             | 井上知士     | 今沢哲男          | 香西隆男                       |                     |
| 38 | 12月19日      | よみがえれ！汚れなき瞳           | 伊東恒久     | 吉川惣司          | 村田耕一                       |                     |
| 39 | 12月26日      | はばたけ翼！西部の空を           | 伊東恒久     | 中村真            | 荒木伸吾                       |                     |
| 40 | 1974年 1月2日 | 追撃！真犯人は誰だ               | 徳丸正夫     |                   | みくりや恭輔                   | 小泉謙三            |
| 41 | 1月9日        | 謎のゴーストタウン               | 井上知士     | 今沢哲男          |                                | 香西隆男            |
| 42 | 1月16日       | 輝け！保安官バッジ               | 井上知士     | 吉川惣司          | 村田耕一                       |                     |
| 43 | 1月23日       | 決断！正義の反逆児               | 山崎晴哉     |                   | みくりや恭輔                   | 荒木伸吾            |
| 44 | 1月30日       | 負けるな！チビッコガンマン       | 山崎晴哉     | 中村真            |                                | 小泉謙三            |
| 45 | 2月6日        | のっとられた蒸気船               | 徳丸正夫     | 今沢哲男          | 香西隆男                       |                     |
| 46 | 2月13日       | 誕生！西部一の女保安官           | 伊東恒久     | 上窪健之          | 村田耕一                       |                     |
| 47 | 2月20日       | 熱砂！幌馬車はゆく               | 井上知士     | 石黒昇            | 山口泰弘                       |                     |
| 48 | 2月27日       | 無法！国境の町                   | 徳丸正夫     | 中村真            | 荒木伸吾                       |                     |
| 49 | 3月6日        | 父か？謎の東洋人                 | 伊東恒久     |                   | みくりや恭輔                   | 小泉謙三            |
| 50 | 3月13日       | 勝之進！正義の木刀               | 伊東恒久     | 今沢哲男          |                                | 香西隆男            |
| 51 | 3月20日       | 急げ！父はレッドリバー           | 松崎行雄     | 石黒昇            | 村田耕一                       |                     |
| 52 | 3月27日       | 再会！父よ､わが子よ！            | 山崎晴哉     | 小泉謙三 御厨恭輔 | 荒木伸吾 山口泰弘              |                     |

### 放送局
- フジテレビ（制作局）：水曜 19:00 - 19:30
- 北海道文化放送：水曜 19:00 - 19:30[8]
- 青森放送：水曜 19:00 - 19:30[9]
- 秋田テレビ：水曜 19:00 - 19:30[9]
- 山形テレビ：水曜 19:00 - 19:30[9]
- テレビ岩手：水曜 18:00 - 18:30[10]
- 仙台放送：水曜 19:00 - 19:30[11]
- 福島テレビ：土曜 17:00 - 17:30[12]
- 新潟総合テレビ：金曜 18:00 - 18:30[13]
- 富山テレビ：水曜 19:00 - 19:30[14]
- 石川テレビ：水曜 19:00 - 19:30[14]
- 福井テレビ：水曜 19:00 - 19:30[14]
- 長野放送：水曜 19:00 - 19:30[15]
- 山梨放送：水曜 19:00 - 19:30[16]
- テレビ静岡：水曜 19:00 - 19:30
- 東海テレビ：水曜 19:00 - 19:30
- 関西テレビ：水曜 19:00 - 19:30[14]
- 山陰中央テレビ：水曜 19:00 - 19:30
- 岡山放送：水曜 19:00 - 19:30[17]
- 西日本放送：金曜 18:00 - 18:30[17]
- 広島テレビ：水曜 19:00 - 19:30[17]
- テレビ愛媛：水曜 19:00 - 19:30[18]
- 高知放送：金曜 18:00 - 18:30[18]
- テレビ西日本：水曜 19:00 - 19:30
- サガテレビ：水曜 19:00 - 19:30
- テレビ熊本：月曜 19:00 - 19:30[19]
- テレビ長崎：土曜 18:00 - 18:30[19]
- 南日本放送：木曜 18:00 - 18:30
- 沖縄テレビ：水曜 19:00 - 19:30